# Before These Crowded Streets
Before These Crowded Streets – trzeci album zespołu Dave Matthews Band wydany 28 kwietnia 1998 roku przez wytwórnię RCA. Before These Crowded Streets jest ostatnim albumem Dave Matthews Band produkowanym przez Steve'a Lillywhite'a. Jest to jedyna płyta zespołu, która jest również dostępna w wersji winylowej. Tytuł albumu wywodzi się z tekstu piosenki The Dreaming Tree napisanej wspólnie przez Matthewsa i Lessarda, opowiadającej o osobistym dramacie basisty zespołu Stefana Lessarda, który stracił córkę w 1996 roku (SIDS). Już w pierwszym tygodniu od pojawienia się w sklepach Before These Crowded Streets osiągnęła wysokość sprzedaży 421 tysięcy egzemplarzy. Dzięki temu wynikowi album ten zdetronizował Billboard 200 – ścieżkę dźwiękową z filmu Titanic, która zajmowała pierwsze miejsce przez 16 kolejnych tygodni.

## Muzycy biorący udział w nagraniu
- Dave Matthews – gitara akustyczna, śpiew
- Carter Beauford – instrumenty perkusyjne, chórki
- Stefan Lessard – gitara basowa
- LeRoi Moore – saksofony, klarnet, inne instrumenty dęte
- Boyd Tinsley – skrzypce

## gościnnie
- Tawatha Agee (chórki)
- John d'Earth (trąbka)
- Béla Fleck (banjo)
- Greg Howard (Chapman stick)
- The Kronos Quartet (smyczki)
- David Harrington (skrzypce)
- John Sherba (skrzypce)
- Joan Jeanrenaud (wiolonczela)
- Hank Dutt (altówka)
- Alanis Morissette (wokal)
- Cindy Myzelle (chórki)
- Tim Reynolds (mandolina, gitara elektryczna)
- Butch Taylor (fortepian, organy)
- Brenda White-King (chórki)

### Lista utworów
1. Pantala Naga Pampa (Matthews) – 0:40
2. Rapunzel (Beauford, Lessard, Matthews) – 6:00
3. The Last Stop (Lessard, Matthews) – 6:57
4. Don't Drink the Water (Matthews) – 7:01
5. Stay (Wasting Time) (Lessard, Matthews, Moore) – 5:35
6. Halloween (Matthews) – 5:07
7. The Stone (Matthews) – 7:28
8. Crush (Matthews) – 8:09
9. The Dreaming Tree (Lessard, Matthews) – 8:48
10. Pig (Beauford, Lessard, Matthews, Moore, Tinsley) – 6:57
11. Spoon (Matthews) – 7:32

Pomiędzy kilkoma utworami znajdują się niezatytułowane jamy – "interludes".